# The Masked Dancer (Royaume-Uni)
Pour les articles homonymes, voir The Masked Dancer.
The Masked Dancer est une émission de télévision dédiée à la compétition de danse. La première saison est diffusée pour la première fois sur STV depuis le 29 mai 2021.
L'émission est animée par Joel Dommett, animateur de la version britannique de The Masked Singer, et présente des célébrités dansant dans un costume et un masque facial qui dissimule leur identité aux autres concurrents, aux panélistes et au public.

## Format
12 célébrités seront en compétition et danseront sur plusieurs épisodes. Certains épisodes se basent sur une série de duels et d'autres verront l'intégralité des concurrents s'affronter. Le public et les juges votent pour savoir quel candidat est le meilleur, et le candidat ayant obtenu le moins de voix est éliminé et révèle son identité en retirant son masque.

## Casting
Animation
- Joel Dommett, animateur de télévision et comédien

Juges
- Davina McCall, animatrice de télévision
- Oti Mabuse, danseuse professionnelle de l'émission Strictly Come Dancing
- Jonathan Ross, comédien
- Mo Gilligan, comédien (saison 1)
- Peter Crouch, ancien footballeur international (saison 2)

## Candidats
Légendes

### Saison 1
| Carwash             | Louis Smith         | Vice-champion olympique de gymnastique artistique |  |  |  |  |  |  |  |  |  |  |  |  |  |  |  |
| Écureuil            | Bonnie Langford     | Actrice dont EastEnders                           |  |  |  |  |  |  |  |  |  |  |  |  |  |  |  |
| Zip                 | Howard Donald       | Chanteur, membre du groupe Take That              |  |  |  |  |  |  |  |  |  |  |  |  |  |  |  |
| Épouvantail         | Tamzin Outhwaite    | Actrice dont EastEnders                           |  |  |  |  |  |  |  |  |  |  |  |  |  |  |  |
| Grenouille          | Kelly Brook         | Actrice et mannequin                              |  |  |  |  |  |  |  |  |  |  |  |  |  |  |  |
| Knickerbocker glory | Craig Revel Horwood | Chorégraphe et juge de Strictly Come Dancing      |  |  |  |  |  |  |  |  |  |  |  |  |  |  |  |
| Lama                | Zoe Ball            | Animatrice de télévision et de radio              |  |  |  |  |  |  |  |  |  |  |  |  |  |  |  |
| Beagle              | Christopher Dean    | Légende du patinage artistique                    |  |  |  |  |  |  |  |  |  |  |  |  |  |  |  |
| Poulet              | Eddie The Eagle     | Skieur olympique en saut à skis                   |  |  |  |  |  |  |  |  |  |  |  |  |  |  |  |
| Betterave           | Dita von Teese      | Reine de la danse burlesque et mannequin          |  |  |  |  |  |  |  |  |  |  |  |  |  |  |  |
| Flamant rose        | Louise Redknapp     | Chanteuse, membre du groupe Eternal               |  |  |  |  |  |  |  |  |  |  |  |  |  |  |  |
| Vipère              | Jordan Banjo        | Danseur, membre du groupe Diversity               |  |  |  |  |  |  |  |  |  |  |  |  |  |  |  |

- Jordan a remporté, avec le groupe Diversity la saison 3 de Britain's Got Talent en 2009.
- Louise a été finaliste, en 2016, de la saison 14 de Strictly Come Dancing.
- Zoe a été finaliste de la saison 3 de Strictly Come Dancing en 2005 et anime depuis 2011 le talk-show dérivé de l'émission Strictly Come Dancing : It Takes Two.
- Craig est juge de l'émission Strictly Come Dancing depuis la toute première saison en 2004..
- Louis a remporté la dixième saison de Strictly Come Dancing en 2012.

Célébrités de la saison 1
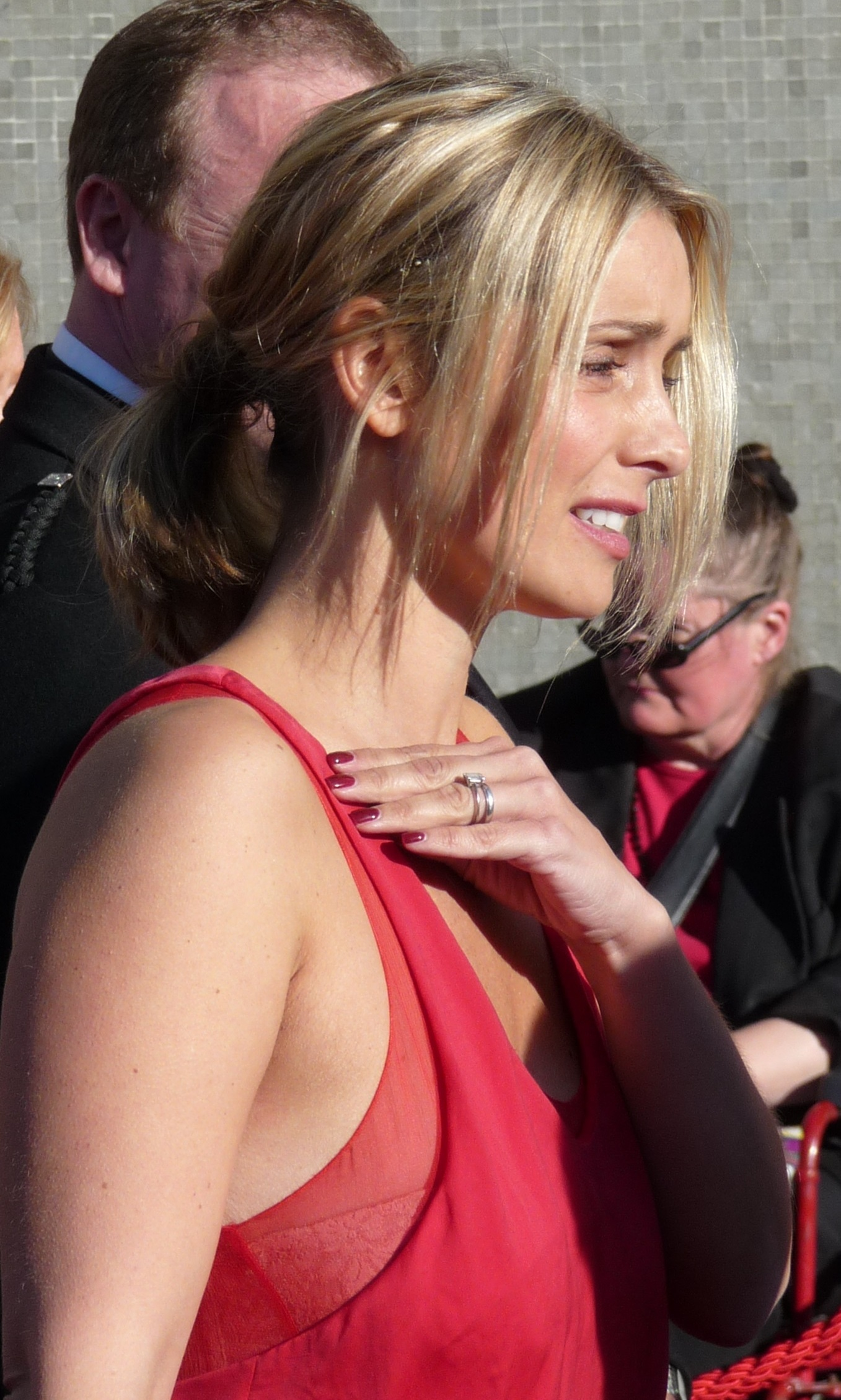
Louise Redknapp
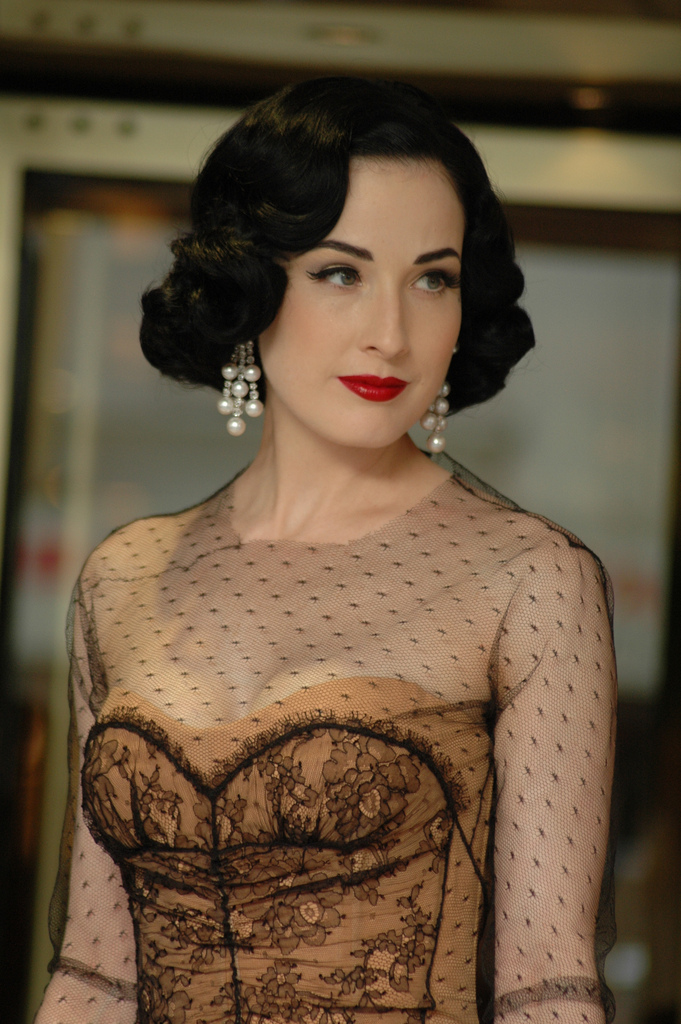
Dita von Teese
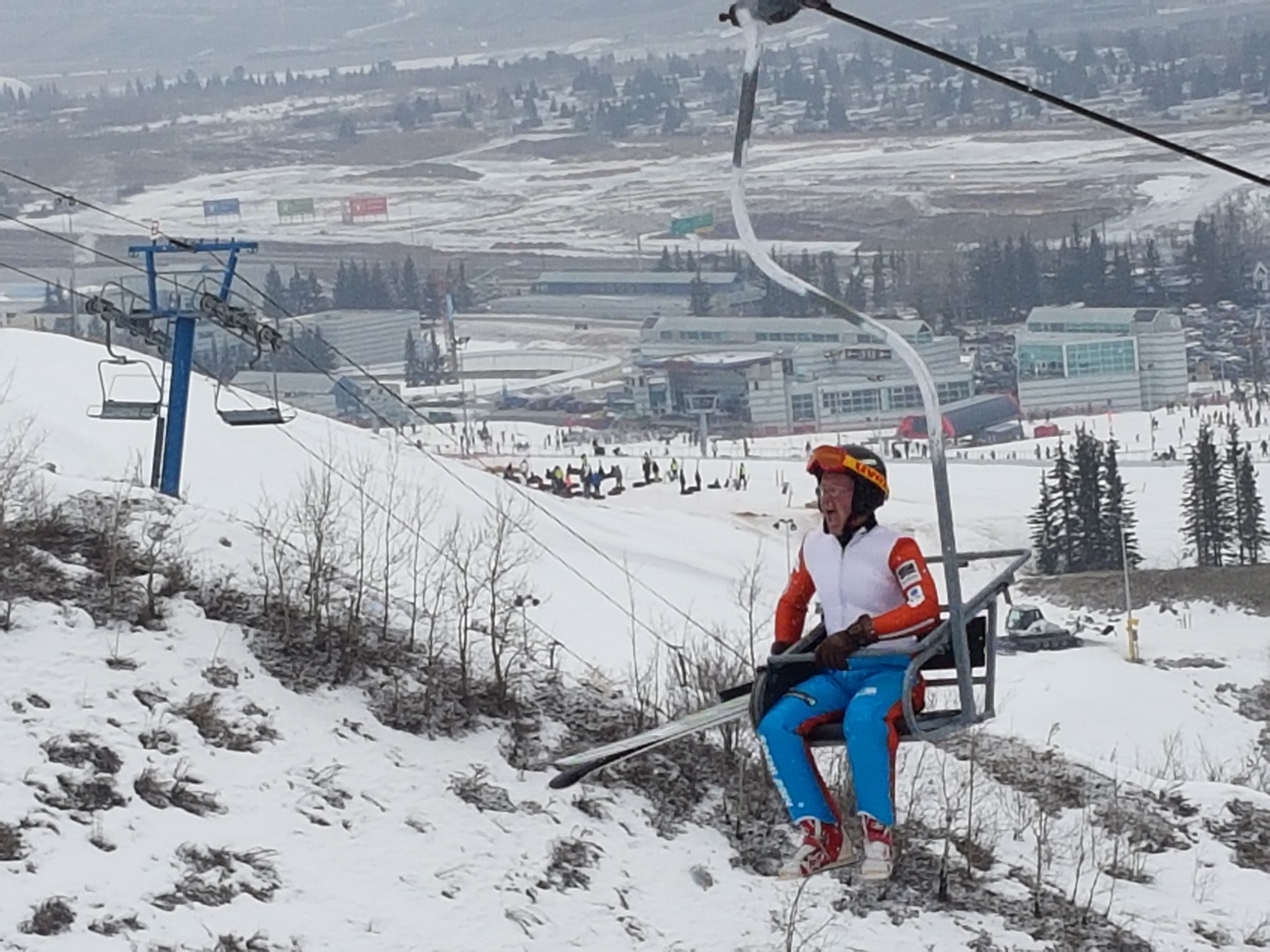
Eddie The Eagle
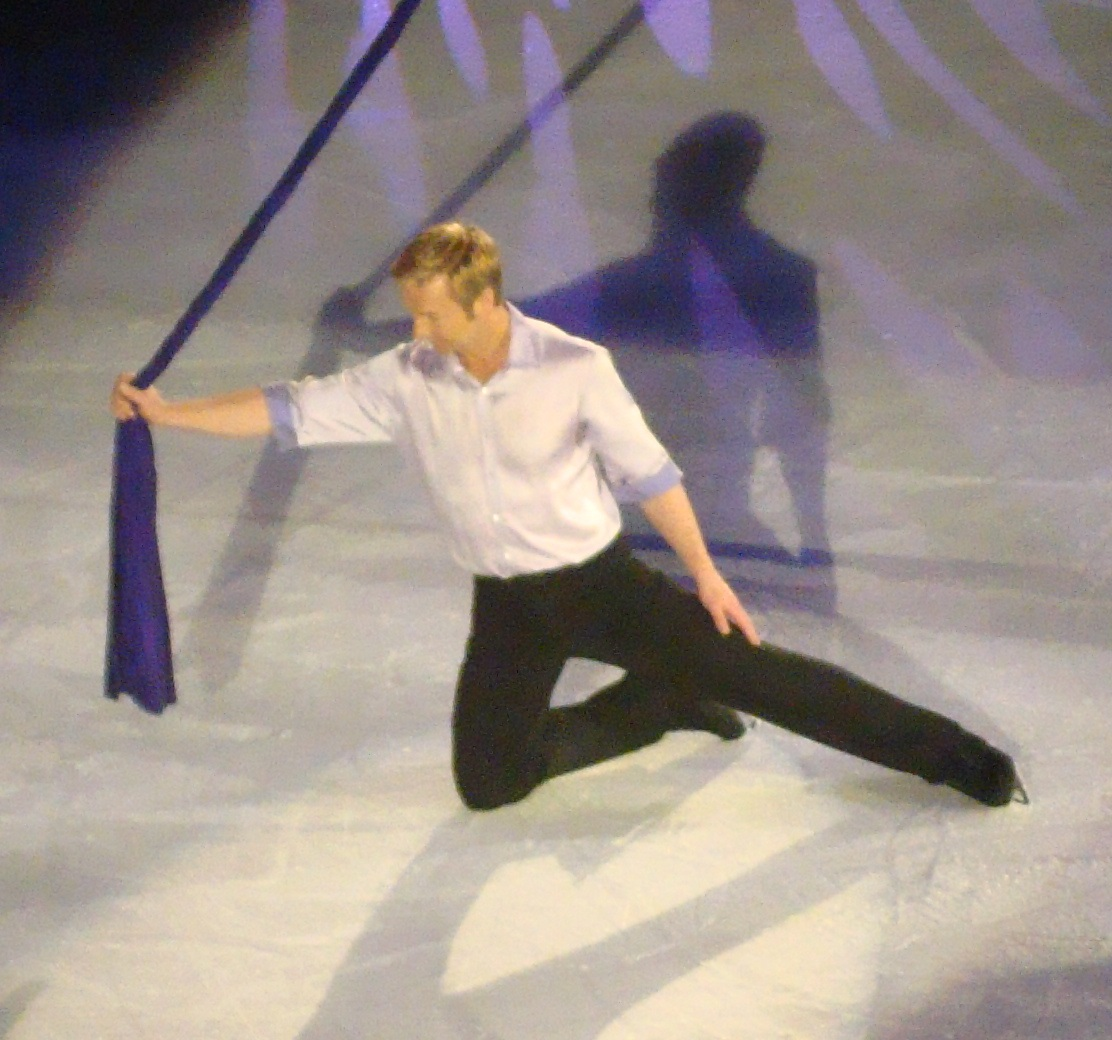
Christopher Dean
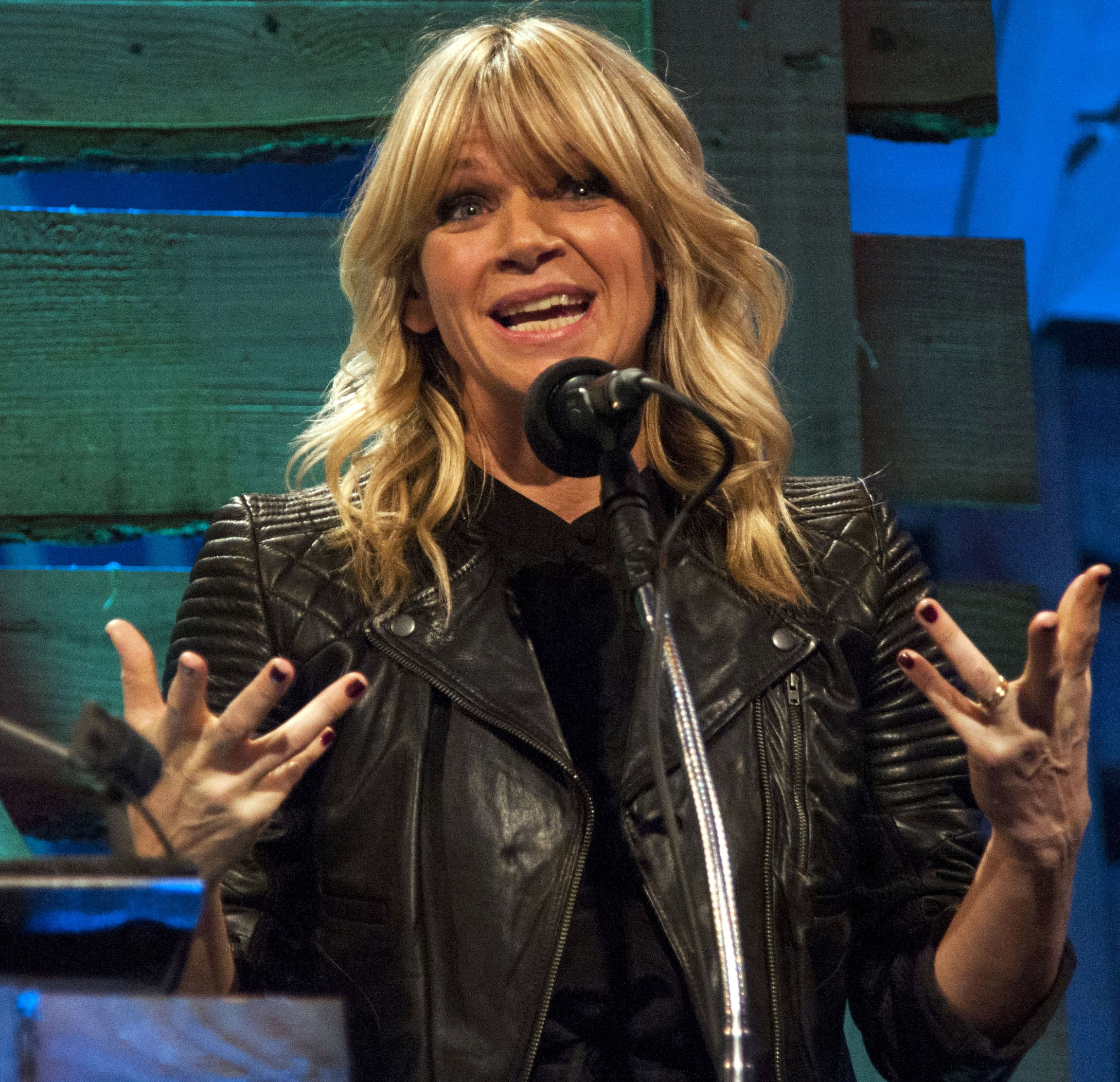
Zoe Ball
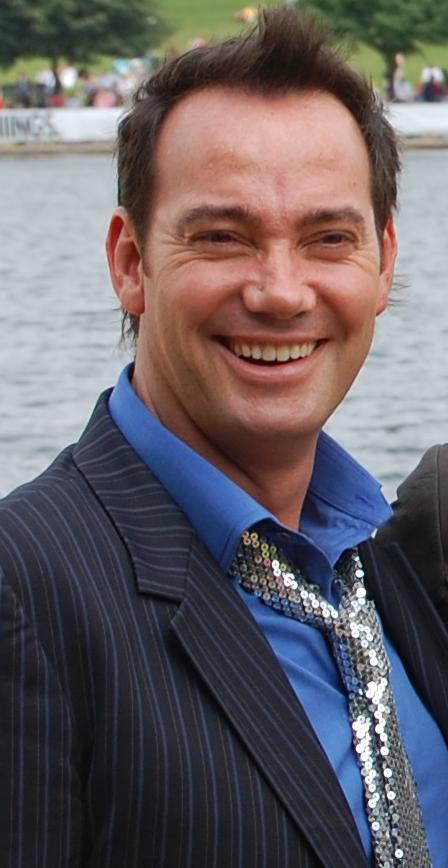
Craig Revel Horwood
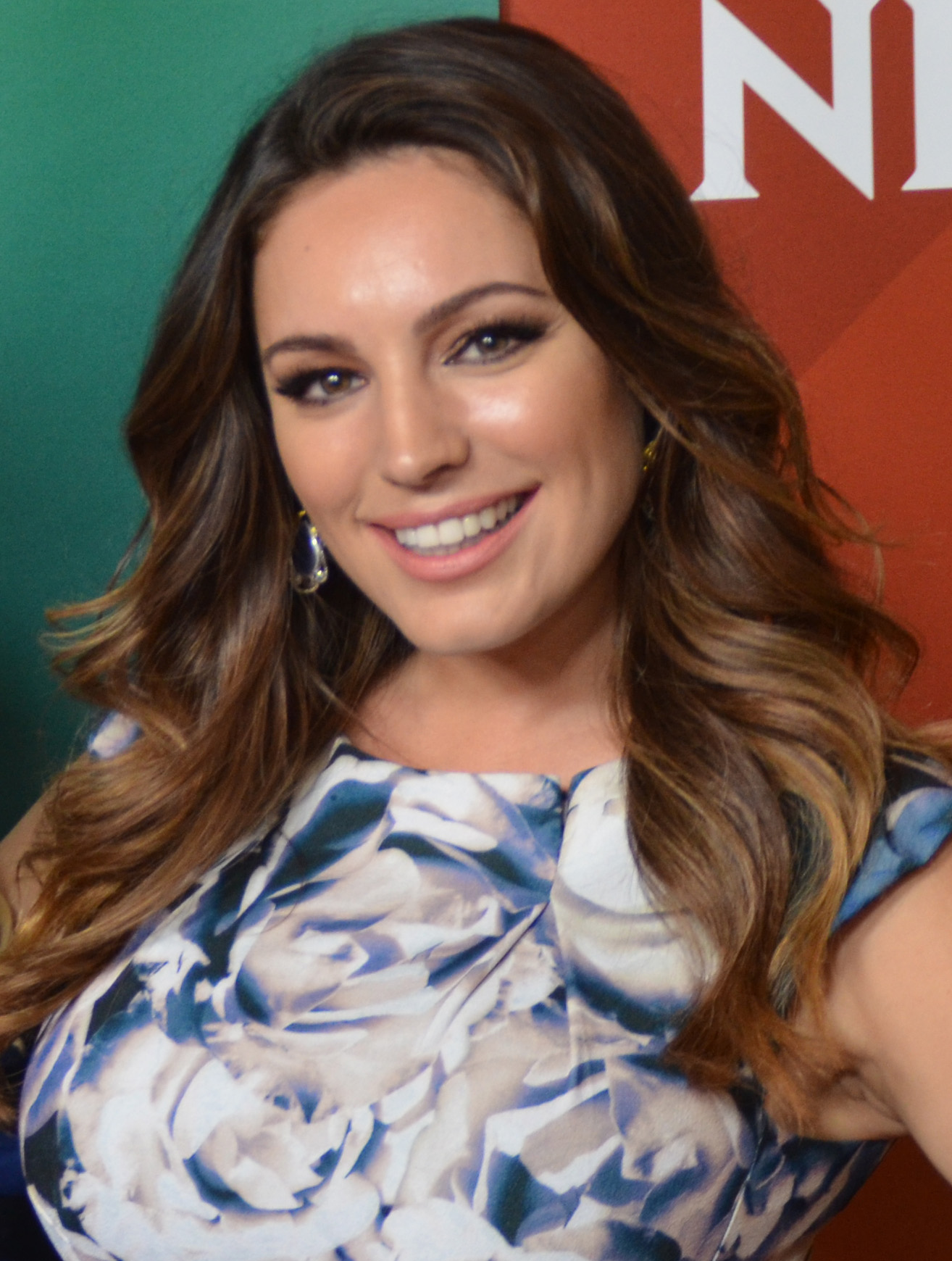
Kelly Brook
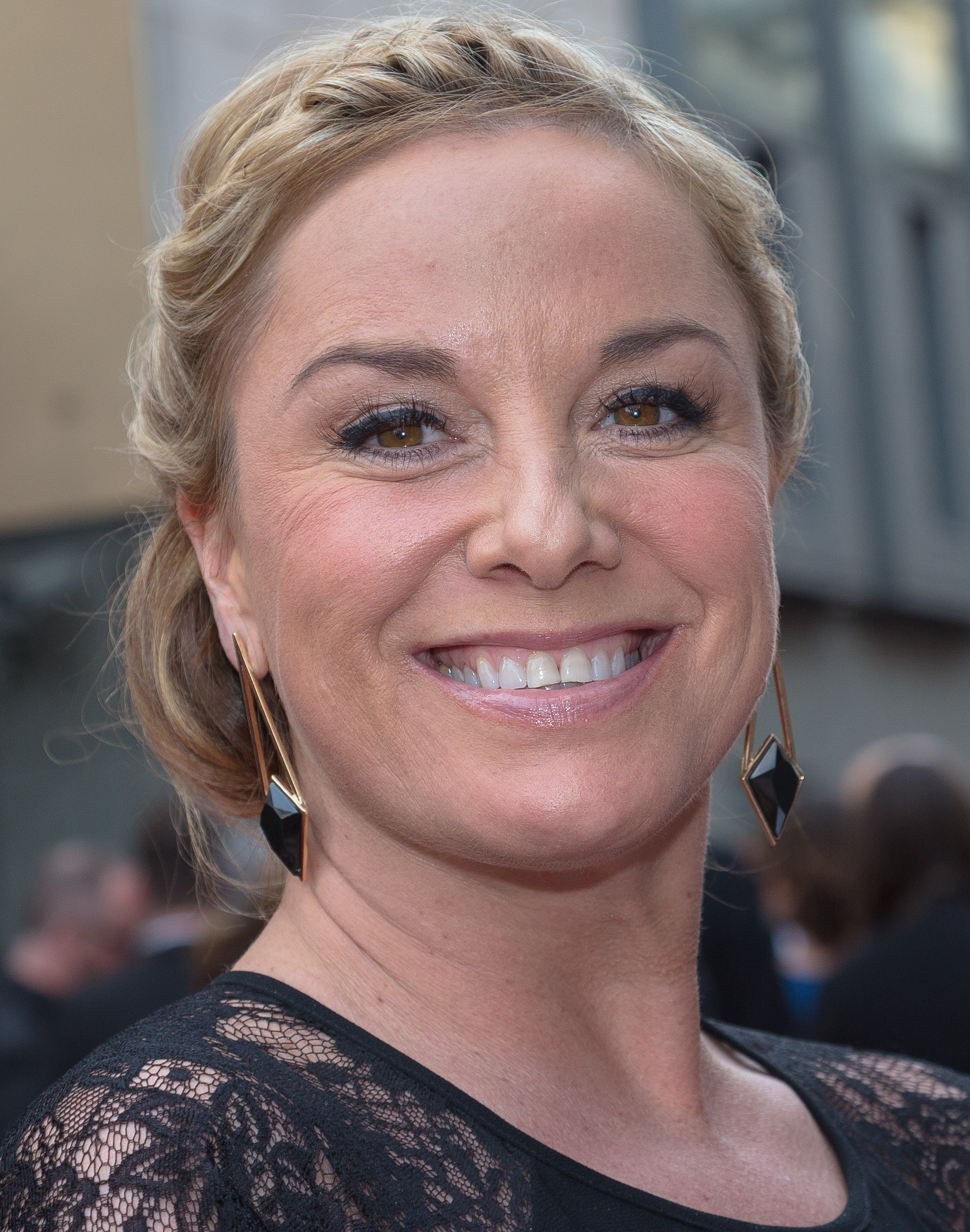
Tamzin Outhwaite
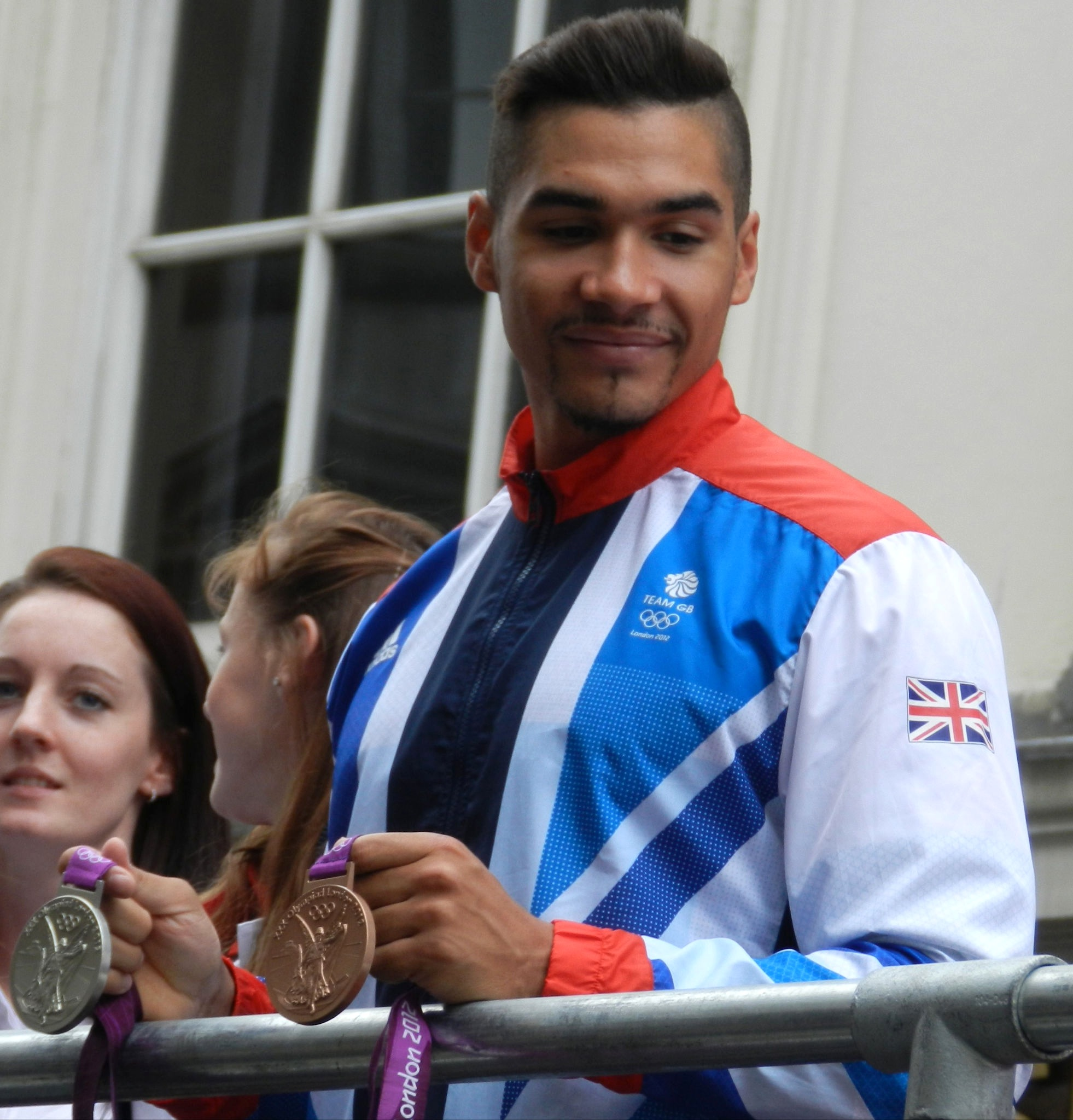
Louis Smith

### Saison 2
La saison 2 de la version britannique du programme commencera le samedi 3 septembre 2022 sur ITV,. Dans le jury, Mo Gilligan est remplacé par l'ancien footballeur Peter Crouch.
| Ciseaux           | Heather Morris          | Actrice dont Glee                                 |  |  |  |  |  |  |  |  |  |  |  |  |  |  |  |  |
| Onomatopée        | Adam Garcia             | Acteur et danseur                                 |  |  |  |  |  |  |  |  |  |  |  |  |  |  |  |  |
| Lion              | Bruno Tonioli           | Chorégraphe, ancien juré de Strictly Come Dancing |  |  |  |  |  |  |  |  |  |  |  |  |  |  |  |  |
| Chaussettes       | Kimberley Walsh         | Chanteuse, membre du groupe Girls Aloud           |  |  |  |  |  |  |  |  |  |  |  |  |  |  |  |  |
| Limace de mer     | Denise Lewis            | Championne olympique d'heptathlon                 |  |  |  |  |  |  |  |  |  |  |  |  |  |  |  |  |
| Bougie            | Liam Charles            | Pâtissier et animateur de télévision              |  |  |  |  |  |  |  |  |  |  |  |  |  |  |  |  |
| Sauce tomate      | Steph McGovern          | Journaliste et animatrice TV                      |  |  |  |  |  |  |  |  |  |  |  |  |  |  |  |  |
| Duo poste         | Frankie Poultney-Seaman | Patineuse artistique                              |  |  |  |  |  |  |  |  |  |  |  |  |  |  |  |  |
| Duo poste         | David Seaman            | Ancien footballeur (gardien de but)               |  |  |  |  |  |  |  |  |  |  |  |  |  |  |  |  |
| Cactus            | Gareth Malone           | Chef de chœur et animateur de télévision          |  |  |  |  |  |  |  |  |  |  |  |  |  |  |  |  |
| Crevette cocktail | Stacey Dooley           | Documentariste et animatrice de télévision        |  |  |  |  |  |  |  |  |  |  |  |  |  |  |  |  |
| Cochon            | Joanna Page             | Actrice                                           |  |  |  |  |  |  |  |  |  |  |  |  |  |  |  |  |
| Cosmonaute        | Jesse Metcalfe          | Comédien dont Desperate Housewives                |  |  |  |  |  |  |  |  |  |  |  |  |  |  |  |  |

- Jesse a participé, en 2020, à la saison 29 de Dancing with the Stars aux États-Unis.
- Stacey a remporté en 2018 la saison 16 de Strictly Come Dancing
- Denise est arrivée à la seconde place de la saison 2 de Strictly Come Dancing en 2004.
- Kimberley est arrivée à la seconde place de la saison 10 de Strictly Come Dancing en 2012, derrière Louis Smith, gagnant de la saison 1 de The Masked Dancer.
- Bruno a été juré de l'émission Strictly Come Dancing de la saison 1 à la saison 17 en 2019.
- Heather a participé, en 2017, à la saison 24 de Dancing with the Stars aux États-Unis.

Célébrités de la saison 2
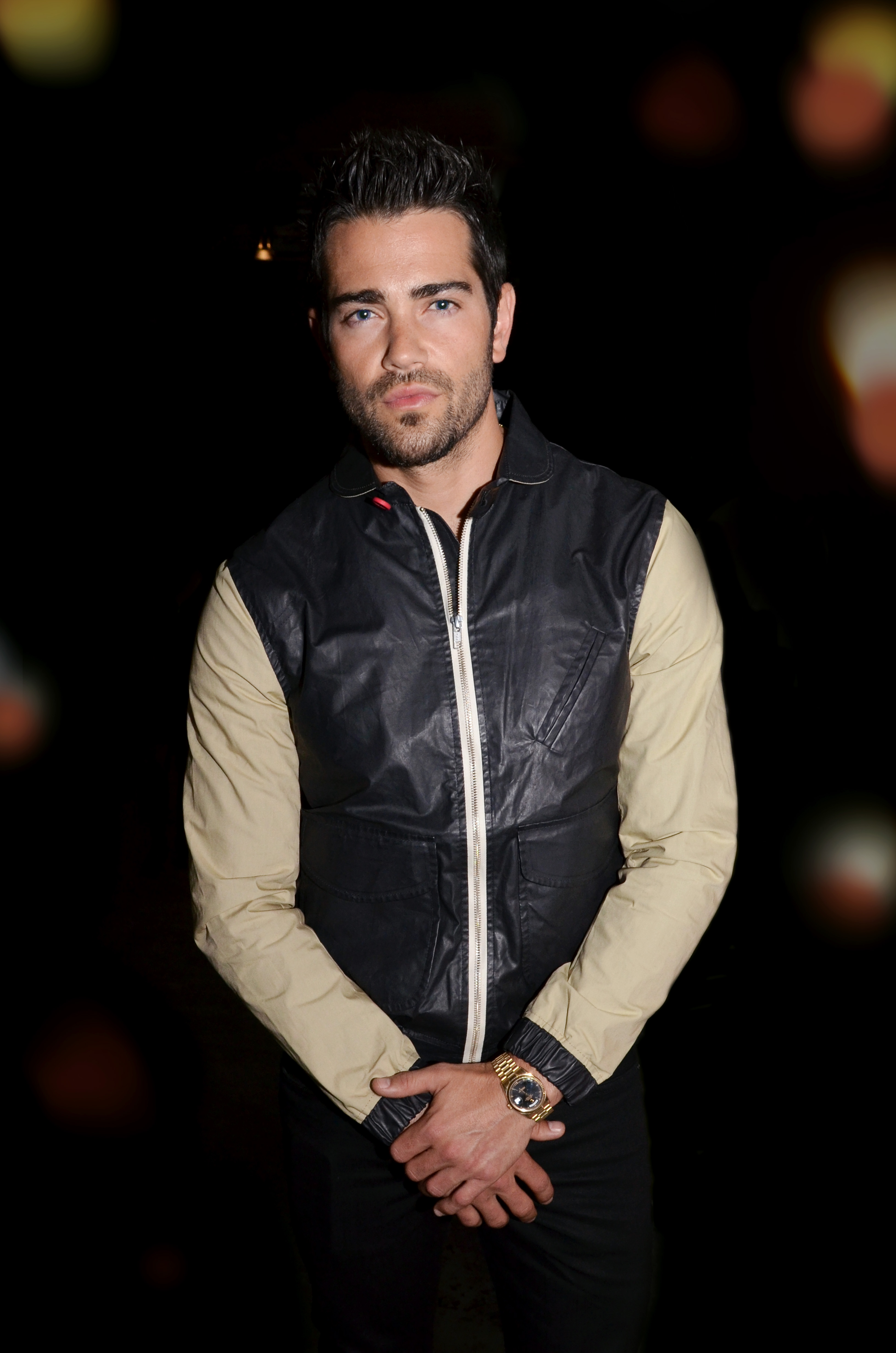
Jesse Metcalfe
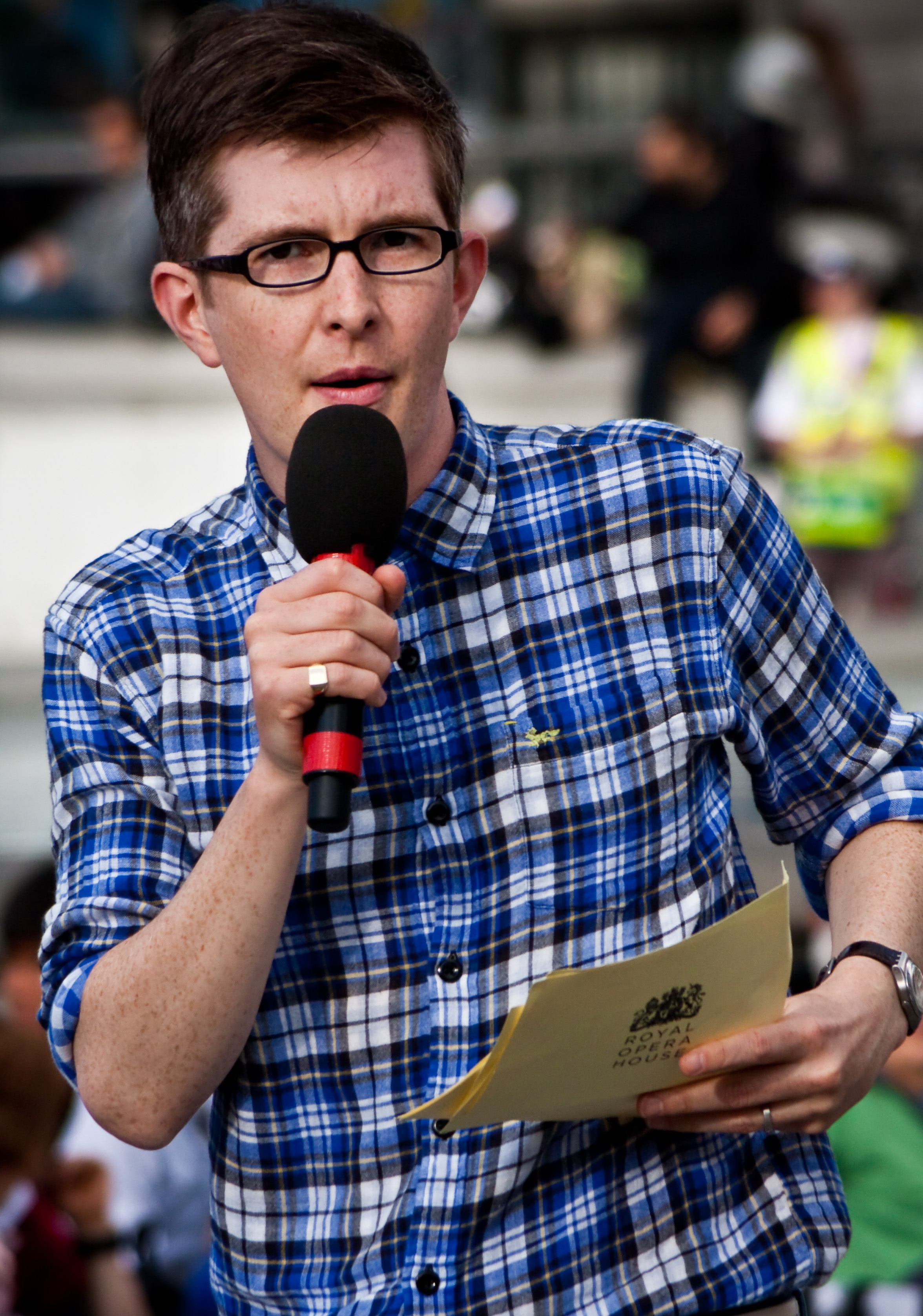
Gareth Malone
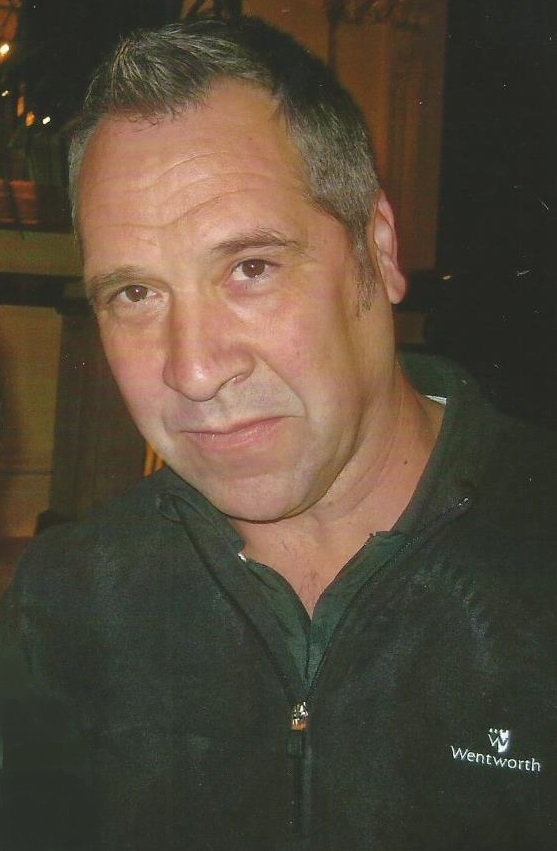
David Seaman
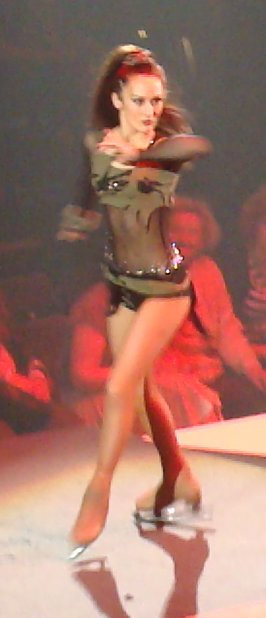
Frankie Poultney-Seaman
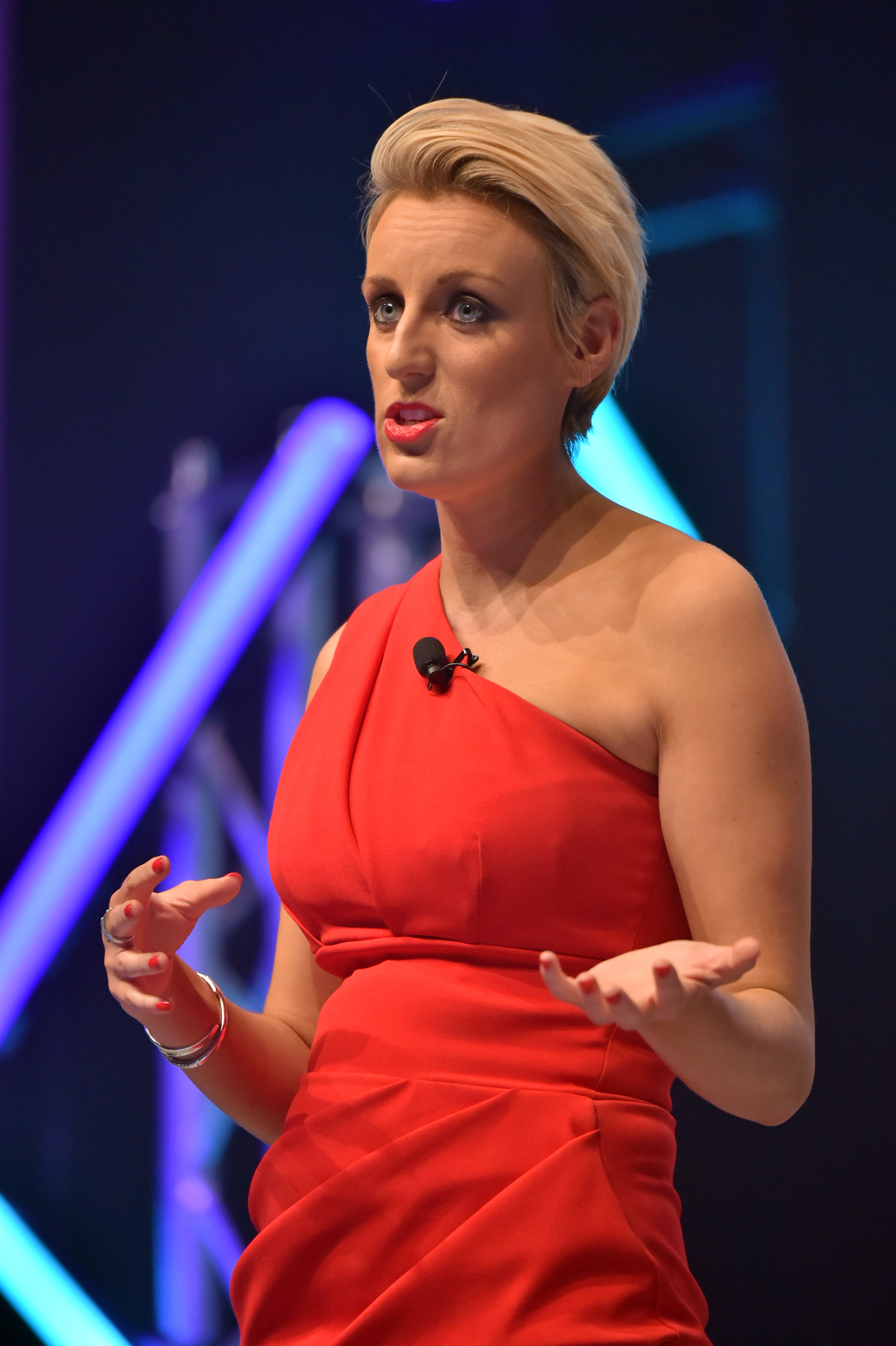
Steph McGovern
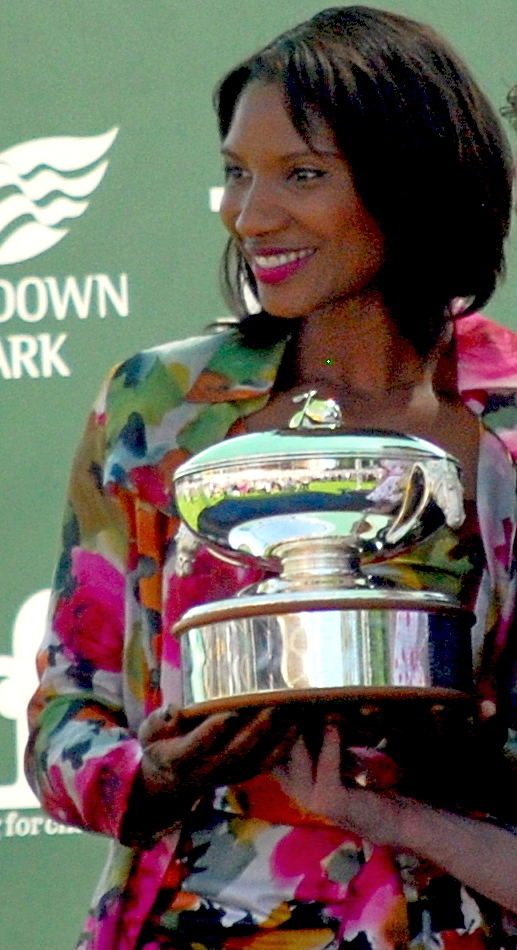
Denise Lewis
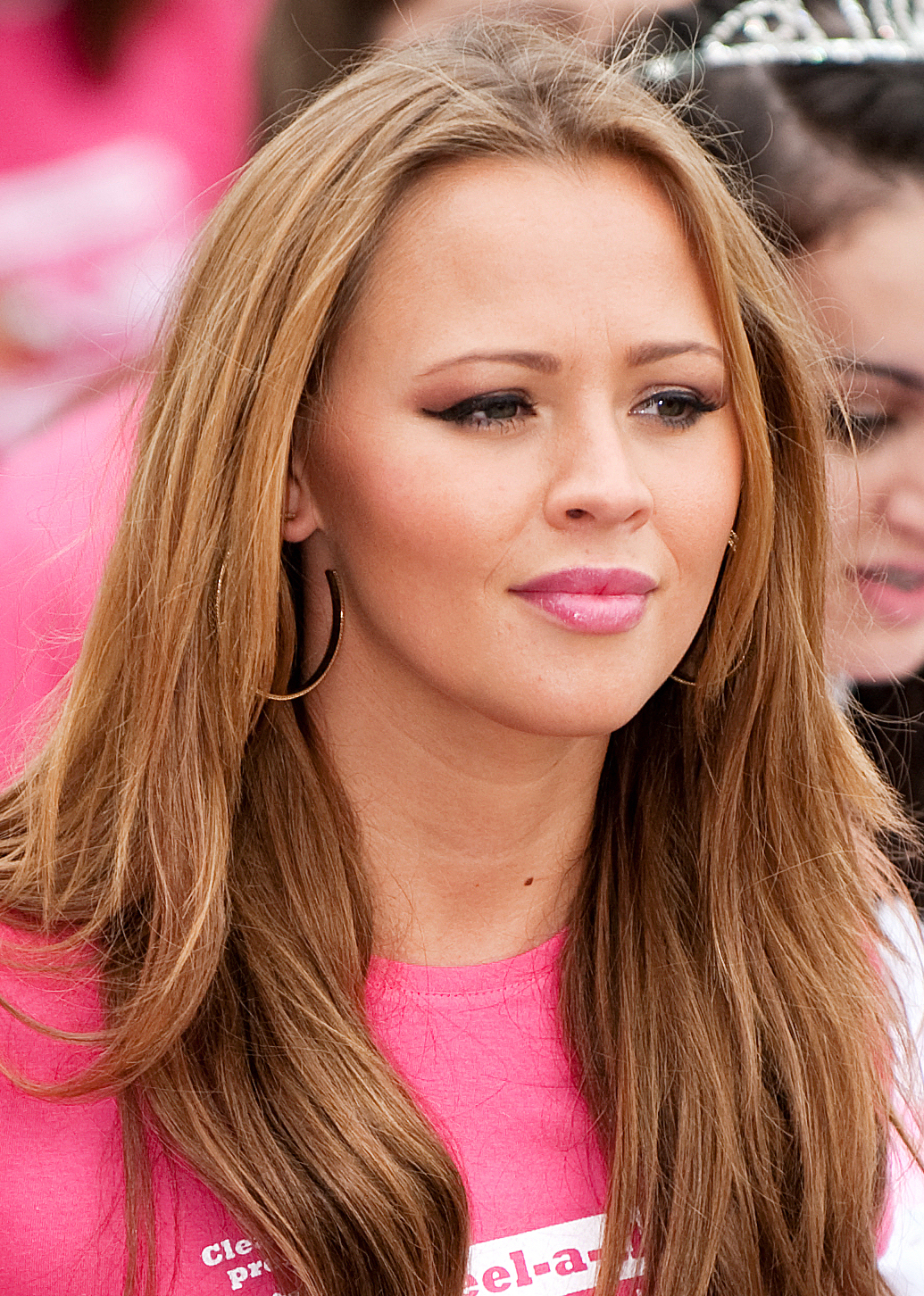
Kimberley Walsh
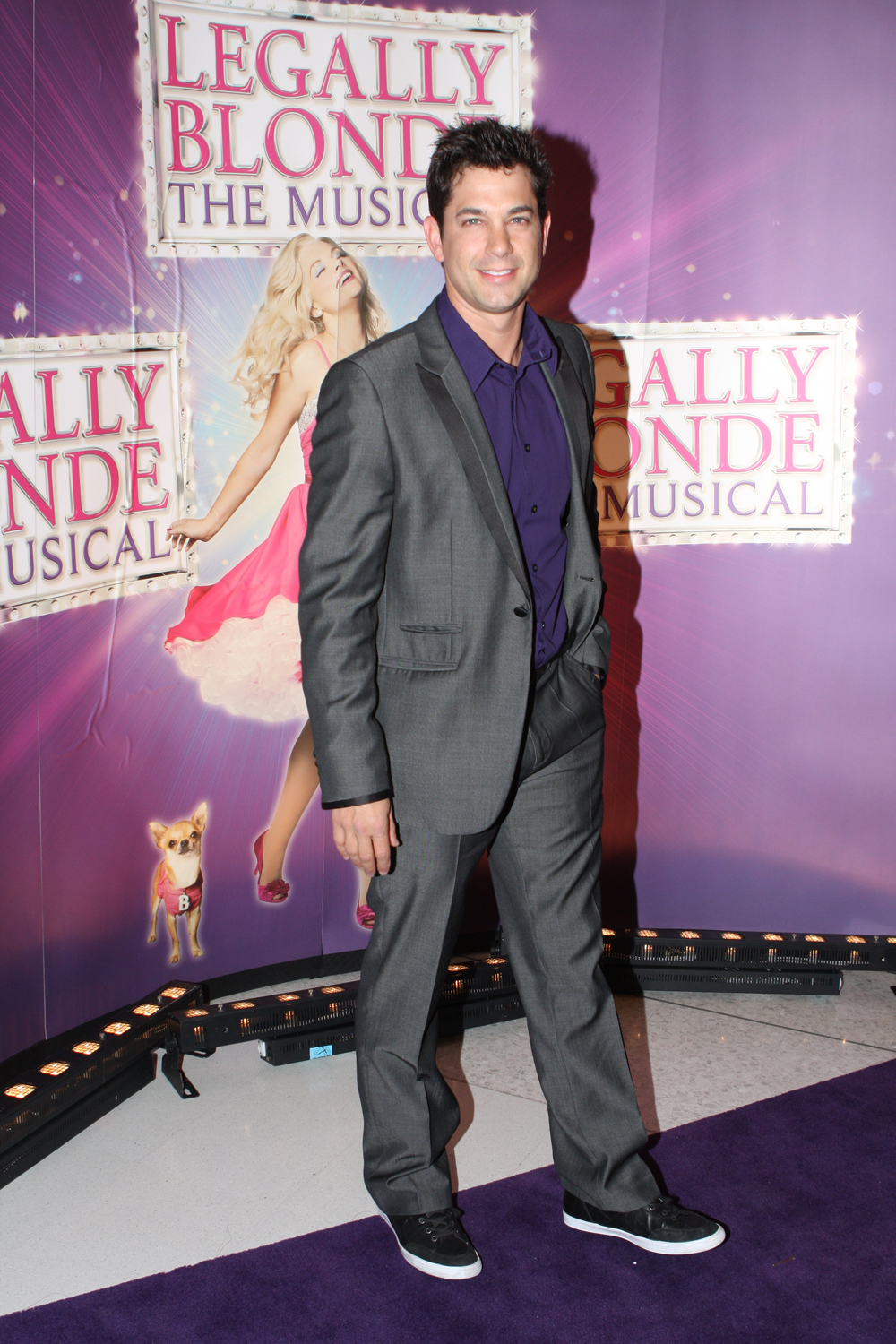
Adam Garcia
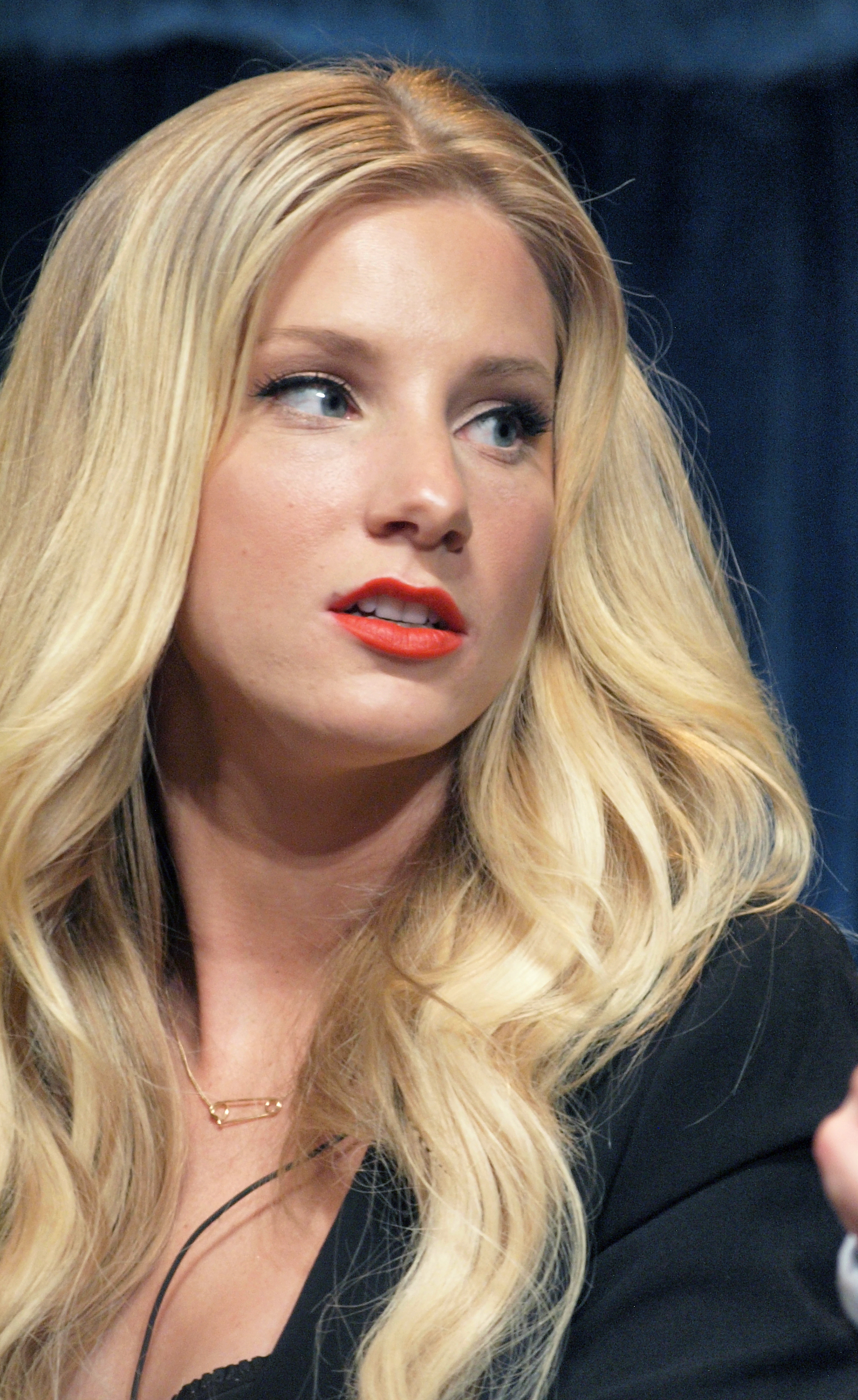
Heather Morris